# Alain de Changy
Alain Georges Adrien Ghislain Marie Carpentier de Changy (Bruxelles, 5 febbraio 1922 – Etterbeek, 5 agosto 1994) è stato un pilota automobilistico belga.
Iscritto al Gran Premio di Monaco 1959 con una Cooper, non riuscirà a qualificarsi per la gara.
Ebbe più successo nelle gare di vetture sport.

## Risultati in Formula 1
| 1959 | Scuderia               | Vettura    |    |  |  |  |  |  |  |  |  |  |  | Punti | Pos. |
| ---- | ---------------------- | ---------- | -- |  |  |  |  |  |  |  |  |  |  | ----- | ---- |
| 1959 | Ecurie Nationale Belge | Cooper T51 | NQ |  |  |  |  |  |  |  |  |  |  | 0     |      |

| Legenda | 1º posto     | 2º posto | 3º posto    | A punti         | Senza punti/Non class.  | Grassetto – Pole position Corsivo – Giro più veloce |
| Legenda | Squalificato | Ritirato | Non partito | Non qualificato | Solo prove/Terzo pilota | Grassetto – Pole position Corsivo – Giro più veloce |